# Araçuaí
Araçuaí è un comune del Brasile nello Stato del Minas Gerais, parte della mesoregione di Jequitinhonha e della microregione di Araçuaí.
È sede vescovile cattolica.